# Apion laticeps
Apion laticeps är en skalbaggsart som beskrevs av Desbrochers des Loges 1870. Apion laticeps ingår i släktet Apion, och familjen spetsvivlar. Arten har ej påträffats i Sverige.